# Miguel Ángel Nieto Ventura
Miguel Ángel Nieto Ventura (Madrid, 1947 - Barcelona, 16 d'octubre de 1995) va ser un guionista d'historietes que va formar part del mític duet del món del còmic 'Ventura & Nieto' juntament amb el dibuixant de còmics i de dibuixos animats, el seu cosí Enrique Ventura.
Després d'abandonar els estudis de Medicina sense acabar, s'inicià en el món de la publicitat, i el 1971, juntament amb Enrique Ventura, com a dibuixant, va començar a escriure les aventures de Sam y la Morsa, per a la revista Molinete. Un any després, tots dos van crear És que van com locos... per a la revista Trinca (1970-1973), i el 1973 Maremagnum la que és considerada per molts crítics la seva millor obra. També va treballar per moltes altres publicacions. A partir del 1974 tots dos van començar a col·laborar amb El Papus a partir del 1974. També van col·laborar amb el dibuixant Adolfo Usero Abellán (Madrid, 1941). Després de la desaparició del Papus, el 1978 els autors van portar la seva creació a una altra revista d'humor, El Jueves. Dins d'aquesta revista, el 1979 van deesnvolupar la sèrie “Grouñidos en el desierto”, protagonitzada per Julius, una caricatura de l'actor americà Groucho Marx, molt probablement el seu personatge i obra més coneguts. Després de la mort de Nieto el 1995, el seu company i cosí Enrique Ventura va seguir signant els seus treballs com a 'Ventura & Nieto'.